# 진다 스테미
진다 스테미(일본어: 珍田捨巳, 1857년 1월 19일 ~ 1929년 1월 16일)는 일본의 외교관, 관료이다. 시종장, 추밀고문관, 외무성 차관 등을 지냈다. 개신교도로, 감리교 목사였다.

## 생애
히로사키번(지금의 아오모리현 히로사키시)의 무사의 장남으로, 히로사키에서 태어났다. 도오기주쿠(東奥義塾)와 혼다 요이쓰 아래서 공부했으며, 졸업 후 도오기주쿠에서 일했다. 1877년 미국으로 건너가 인디애나주의 드퍼 대학교에서 4년간 공부한 뒤 귀국했다. 1886년에는 감리교 히로사키 교회의 부목사가 되었다. 앞서 1882년에 히로시카 번 가로(家老)의 딸과 결혼했으며, 처형의 도움으로 외무성에 임관했다. 영국, 조선, 청나라, 네덜란드 영사관의 서기관, 영사, 총영사 등을 지냈다. 1890년, 샌프란시스코의 주미 일본 제국 영사가 된 진다는 일본인들이 도박장과 유곽에 얽혀 사회 문제를 유발해 미국인들의 반일 감정을 자극할 위험을 지적하며 본국에 "미국으로 일본인들을 이민보내지 말 것"을 청원했다. 1901년 11월 27일에는 외무총무장관이 되었으며, 1903년 12월 5일부터 1906년 6월 6일까지는 총무장관에서 이름이 바뀐 외무차관을 지냈다. 러일 전쟁이 끝난 뒤 강화 교섭 자리에서, 가쓰라 다로를 따라가 외무 대신 고무라 주타로를 도왔다. 그 공으로 1907년 9월 21일 남작위를 받았으며, 이후 자작위로 승급했다.
1907년 미일신사협약에도 관여했으며, 1913년의 캘리포니아주 외국인 토지법 제정 관련 논의에서는 우드로 윌슨 대통령에게 법안 통과를 저지해줄 것을 부탁했다. 또 미국 현지에 일인회를 조직해 일인들이 한목소리를 낼 수 있도록 연결했다. 브라질, 네덜란드, 러시아 공사, 독일 대사 등을 지냈으며, 1911년부터는 주미전권공사로 임명되었다. 1912년 3월에는 도쿄 시로부터 벚나무 묘목을 기증받아 부인으로 하여금 윌리엄 태프트의 영부인과 함께 포토맥 강에서 행사를 열어, 그 묘목을 심도록 했다.
제1차 세계 대전 당시에는 일본 제국이 연합국으로 참전하는 것을 결정하는 데 관여하였으며, 1920년에 열린 파리 강화회의에는 일본 측의 전권대사로 참여했다. 같은해 9월 7일에 그 공으로 백작위를 하사받았으며, 10월 22일에는 외무성에서 물러나 추밀고문관이 되었다. 1921년 황태자 히로히토가 유럽 각국을 방문할 때는 궁내대신 마키노 노부아키의 천거로 황태자를 수행했다.
귀국 이후 동궁대부 등의 자리를 맡아 히로히토의 제왕 수업에 참여했다. 1926년 히로히토가 천황으로 즉위하자, 진다는 황후궁 대부직으로 나가코 황후를 책임졌으며, 1927년 시종장이 되었다. 그러나 2년 후인 1929년 1월 16일 뇌출혈로 73세를 일기로 죽었다.
도오기주쿠에 있을 당시 감리교 목사로 일한 바 있다.

## 참고 문헌
- 미즈타니 겐이치, 《도시샤 아메리카 연구》 제36권, 도시샤 대학 (2000년), 105쪽 ~ 117쪽. NAID 110000198964. (일본어)

## 같이 보기
- 가쓰라-태프트 밀약